# Naissance d'une contre-culture
 (décembre 2023).
La mise en forme du texte ne suit pas les recommandations de Wikipédia : il faut le « wikifier ».
Les points d'amélioration suivants sont les cas les plus fréquents. Le détail des points à revoir est peut-être précisé sur la page de discussion.
- Les titres sont pré-formatés par le logiciel. Ils ne sont ni en capitales, ni en gras.
- Le texte ne doit pas être écrit en capitales (les noms de famille non plus), ni en gras, ni en italique, ni en « petit »…
- Le gras n'est utilisé que pour surligner le titre de l'article dans l'introduction, une seule fois.
- L'italique est rarement utilisé : mots en langue étrangère, titres d'œuvres, noms de bateaux, etc.
- Les citations ne sont pas en italique mais en corps de texte normal. Elles sont entourées par des guillemets français : « et ».
- Les listes à puces sont à éviter, des paragraphes rédigés étant largement préférés. Les tableaux sont à réserver à la présentation de données structurées (résultats, etc.).
- Les appels de note de bas de page (petits chiffres en exposant, introduits par l'outil «  Source ») sont à placer entre la fin de phrase et le point final[comme ça].
- Les liens internes (vers d'autres articles de Wikipédia) sont à choisir avec parcimonie. Créez des liens vers des articles approfondissant le sujet. Les termes génériques sans rapport avec le sujet sont à éviter, ainsi que les répétitions de liens vers un même terme.
- Les liens externes sont à placer uniquement dans une section « Liens externes », à la fin de l'article. Ces liens sont à choisir avec parcimonie suivant les règles définies. Si un lien sert de source à l'article, son insertion dans le texte est à faire par les notes de bas de page.
- La présentation des références doit suivre les conventions bibliographiques. Il est recommandé d'utiliser les modèles {{Ouvrage}}, {{Chapitre}}, {{Article}}, {{Lien web}} et/ou {{Bibliographie}}. Le mode d'édition visuel peut mettre en forme automatiquement les références.
- Insérer une infobox (cadre d'informations à droite) n'est pas obligatoire pour parachever la mise en page.

Pour une aide détaillée, merci de consulter Aide:Wikification.
Si vous pensez que ces points ont été résolus, vous pouvez retirer ce bandeau et améliorer la mise en forme d'un autre article.
La naissance d'une contre-culture : Réflexions sur la société technocratique et l'opposition de la jeunesse (en anglais, The Making of a Counter Culture: Reflections on the Technocratic Society and Its Youthful Opposition) est un livre écrit par Theodore Roszak publié en 1969.
Roszak "s'est fait connaître pour la première fois en 1969, lorsqu'il a publié son ouvrage The Making of a Counter Culture" qui relate et explique la contre-culture des années 1960 en Europe et en Amérique du Nord. Ce livre marque la première utilisation du terme "contre-culture".
Naissance d'une contre-culture "a attiré l'intérêt d'un vaste public, comprenant des manifestants pacifistes contre la guerre du Viêt Nam, de reclus de la société et de rebelles – mais aussi des générations supérieures dépassées par les évènements. Theodore Roszak a trouvé un terrain d'entente entre les étudiants radicaux des années 1960 et les hippies reclus dans leur rejet mutuel de ce qu'il appelle la technocratie – le régime d'expertise corporatif et technologique qui domine la société industrielle. Il retrace les fondements intellectuels des deux groupes dans les écrits de Herbert Marcuse et Norman O. Brown et de Allen Ginsberg et Paul Goodman."

## Lectures complémentaires
- Colin Crouch, "Book Review: The Making of a Counter Culture; The Youth Culture, and The Universities." Sociology, vol. 5, 1971, p.123[5].
- Jerome Kirk, "Book Review: The Making of a Counter Culture." American Journal of Sociology, vol. 75, n° 5, mars 1970, pp. 893-896 (DOI 10.1086/224843).
- Richard Wassen, "Book Review: The Making of a Counter Culture Hi.", College English (en), vol. 31, n° 6, mars 1970, pp. 624-628 (JSTOR:374418).
- Kenneth Keniston (en), "Counter Culture: Cop-out Or Wave of the Future?", Life, 7 novembre 1969[6].
- Norman Birnbaum (en), "Review: The Making of a Counter Culture" The Massachusetts Review, vol. 11, n° 1, 1970, pp. 197-201 (JSTOR:25087973)[7].